# Segunda Categoría de Los Ríos 2017
El Campeonato Provincial de Segunda Categoría de Los Ríos 2017 fue un torneo de fútbol en Ecuador en el cual compitieron equipos de la Provincia de Los Ríos. El torneo fue organizado por Asociación de Fútbol Profesional de Los Ríos (AFNALR) y avalado por la Federación Ecuatoriana de Fútbol. El torneo empezó el 5 de abril de 2017 y finalizó el 15 de julio de 2017. Participaron 14 clubes de fútbol y entregó 2 cupos al Zonal de Ascenso de la Segunda Categoría 2017 por el ascenso a la Serie B.

## Sistema de campeonato
El sistema determinado por la Asociación de Fútbol Profesional de Los Ríos fue el siguiente:
- Primera Etapa: Los 14 clubes se dividieron en 3 grupos, 2 de 5 clubes y uno de 4 equipos, jugaron todos contra todos, los dos clubes que terminaron primeros en cada grupo clasificaron a la liguilla final (hexagonal final).

- Liguilla Final: Los 6 clubes clasificados jugaron todos contra todos, el club que finalizó primero fue el campeón provincial, el que finalizó segundo fue vicecampeón; los dos clubes clasificaron a los Zonales de Ascenso, torneo organizado por la Federación Ecuatoriana de Fútbol.

## Equipos participantes
| Equipos participantes                         | Equipos participantes | Equipos participantes                               |
| --------------------------------------------- | --------------------- | --------------------------------------------------- |
|                                               |                       |                                                     |
| Equipo                                        | Ciudad                | Estadio                                             |
| Club Deportivo Corinthians                    | El Empalme            | Estadio de la Liga Deportiva Cantonal de El Empalme |
| Club Social y Deportivo Mocache               | Mocache               | Estadio Municipal de Mocache                        |
| Club Social, Cultural y Deportivo El Guayacán | Ventanas              | Estadio de la Liga Deportiva Cantonal de Buena Fe   |
| Club Deportivo Fiorentina                     | Vinces                | Estadio Municipal 14 de Junio                       |
| Independiente Fútbol Club                     | Babahoyo              | Estadio Rafael Vera Yépez                           |
| Fútbol Club Insutec                           | Quevedo               | Estadio 7 de Octubre                                |
| Club Deportivo Montry                         | Valencia              | Estadio Municipal de Valencia                       |
| Club Deportivo Nápoli                         | Valencia              | Estadio Municipal de Valencia                       |
| Club Social, Cultural y Deportivo San Camilo  | Quevedo               | Estadio 7 de Octubre                                |
| Club Social, Cultural y Deportivo Patria      | Buena Fe              | Estadio de la Liga Deportiva Cantonal de Buena Fe   |
| Club Social Deportivo Río Babahoyo            | Babahoyo              | Estadio Rafael Vera Yépez                           |
| River Fútbol Club                             | Ventanas              | Estadio de la Liga Deportiva Cantonal de Ventanas   |
| Club Deportivo Quevedo                        | Quevedo               | Estadio 7 de Octubre                                |
| Club Sport Venecia                            | Babahoyo              | Estadio Rafael Vera Yépez                           |

## Equipos por cantón
| Cantón     | N.º | Equipos                                          |
| ---------- | --- | ------------------------------------------------ |
| Babahoyo   | 3   | - Independiente F. C. - Río Babahoyo - Venecia   |
| Quevedo    | 3   | - San Camilo - Deportivo Quevedo - F. C. Insutec |
| Valencia   | 2   | - Nápoli - Deportivo Montry                      |
| Ventanas   | 2   | - River F. C. - El Guayacán                      |
| Vinces     | 1   | - Fiorentina                                     |
| Mocache    | 1   | - Deportivo Mocache                              |
| Buena Fe   | 1   | - Patria                                         |
| El Empalme | 1   | - Corinthians                                    |

## Primera fase

### Grupo 1

#### Clasificación
|  |    | Equipo              | PJ | PG | PE | PP | GF | GC | DG  | PTS |
|  | -- | ------------------- | -- | -- | -- | -- | -- | -- | --- | --- |
|  | 1. | Venecia             | 6  | 3  | 2  | 1  | 8  | 2  | +6  | 11  |
|  | 2. | Fiorentina          | 6  | 3  | 2  | 1  | 3  | 1  | +2  | 11  |
|  | 3. | Independiente F. C. | 6  | 3  | 1  | 2  | 8  | 4  | +4  | 10  |
|  | 4. | Río Babahoyo        | 6  | 0  | 1  | 5  | 3  | 15 | -12 | 1   |

|  | Clasificado al Hexagonal final. |

#### Evolución de la clasificación
| Equipo / Jornada    | 01 | 02 | 03 | 04 | 05 | 06 |
| ------------------- | -- | -- | -- | -- | -- | -- |
| Venecia             | 1  | 1  | 1  | 1  | 1  | 1  |
| Fiorentina          | 4  | 4  | 3  | 3  | 2  | 2  |
| Independiente F. C. | 3  | 3  | 2  | 2  | 3  | 3  |
| Río Babahoyo        | 2  | 2  | 4  | 4  | 4  | 4  |

#### Resultados
| Venecia      | 0 - 1 | Fiorentina       | Rafael Vera Yépez | 19 de abril | 15:00 |
| Río Babahoyo | 1 - 3 | Independiente FC | Mata de Cacao     | 19 de abril | 15:00 |

| Fiorentina       | 0 - 0 | Río Babahoyo | LDC de Baba     | 9 de abril | 15:00 |
| Independiente FC | 0 - 0 | Venecia      | LDC de Montalvo | 9 de abril | 15:00 |

| Fiorentina   | 0 - 1 | Independiente FC | LDC de Baba       | 15 de abril | 12:00 |
| Río Babahoyo | 0 - 4 | Venecia          | Rafael Vera Yépez | 15 de abril | 16:00 |

| Venecia          | 3 - 1 | Río Babahoyo | Rafael Vera Yépez | 23 de abril | 15:00 |
| Independiente FC | 0 - 1 | Fiorentina   | LDC de Montalvo   | 23 de abril | 15:00 |

| Río Babahoyo | 0 - 1 | Fiorentina       | Mata de Cacao     | 29 de abril | 15:00 |
| Venecia      | 1 - 0 | Independiente FC | Rafael Vera Yépez | 29 de abril | 16:00 |

| Fiorentina       | 0 - 0 | Venecia      | LDC de Baba     | 7 de mayo | 15:00 |
| Independiente FC | 4 - 1 | Río Babahoyo | LDC de Montalvo | 7 de mayo | 15:00 |

### Grupo 2

#### Clasificación
|  |    | Equipo            | PJ | PG | PE | PP | GF | GC | DG  | PTS |
|  | -- | ----------------- | -- | -- | -- | -- | -- | -- | --- | --- |
|  | 1. | El Guayacán       | 7  | 6  | 1  | 0  | 30 | 1  | +29 | 19  |
|  | 2. | River F. C.       | 7  | 4  | 2  | 1  | 19 | 5  | +14 | 14  |
|  | 3. | Corinthians       | 7  | 2  | 3  | 2  | 16 | 9  | +7  | 9   |
|  | 4. | Deportivo Mocache | 7  | 2  | 2  | 3  | 15 | 15 | 0   | 8   |
|  | 5. | San Camilo        | 8  | 0  | 0  | 8  | 2  | 52 | -50 | 0   |

|  | Clasificado al Hexagonal final. |

#### Evolución de la clasificación
| Equipo / Jornada  | 01 | 02 | 03 | 04 | 05 | 06 | 07 | 08 | 09 | 10 |
| ----------------- | -- | -- | -- | -- | -- | -- | -- | -- | -- | -- |
| El Guayacán       | 1  | 4  | 3  | 1  | 1  | 1  | 1  | 1  | 1  | 1  |
| River F. C.       | 4  | 1  | 2  | 4  | 2  | 2  | 2  | 2  | 2  | 2  |
| Corinthians       | 5  | 3  | 4  | 2  | 3  | 3  | 3  | 3  | 3  | 3  |
| Deportivo Mocache | 3  | 2  | 1  | 3  | 4  | 4  | 4  | 4  | 4  | 4  |
| San Camilo        | 2  | 5  | 5  | 5  | 5  | 5  | 5  | 5  | 5  | 5  |

#### Resultados
| Deportivo Mocache | 1 - 2      | River FC    | Municipal de Mocache | 19 de abril | 15:30      |
| El Guayacán       | 5 - 0      | Corinthians | LDC de Ventanas      | 19 de abril | 16:00      |
| Libre:            | San Camilo | San Camilo  | San Camilo           | San Camilo  | San Camilo |

| San Camilo  | 0 - 6       | River FC          | Liga Parr. San Carlos | 5 de abril  | 15:00       |
| Corinthians | 2 - 2       | Deportivo Mocache | LDC El Empalme        | 5 de abril  | 16:00       |
| Libre:      | El Guayacán | El Guayacán       | El Guayacán           | El Guayacán | El Guayacán |

| Deportivo Mocache | 3 - 0       | San Camilo  | Municipal de Mocache | 9 de abril  | 15:30       |
| River FC          | 0 - 3       | El Guayacán | LDC de Ventanas      | 9 de abril  | 16:00       |
| Libre:            | Corinthians | Corinthians | Corinthians          | Corinthians | Corinthians |

| San Camilo  | 0 - 10   | Corinthians       | Liga Parr. San Carlos | 12 de abril | 15:00    |
| El Guayacán | 5 - 0    | Deportivo Mocache | LDC de Ventanas       | 12 de abril | 16:00    |
| Libre:      | River FC | River FC          | River FC              | River FC    | River FC |

| El Guayacán | 9 - 0             | San Camilo        | LDC de Ventanas   | 15 de abril       | 16:00             |
| Corinthians | 0 - 1             | River FC          | LDC de El Empalme | 15 de abril       | 16:00             |
| Libre:      | Deportivo Mocache | Deportivo Mocache | Deportivo Mocache | Deportivo Mocache | Deportivo Mocache |

| San Camilo | 0 - 2             | El Guayacán       | Municipal de Mocache | 22 de abril       | 16:00             |
| River FC   | 0 - 0             | Corinthians       | LDC de Ventanas      | 23 de abril       | 16:00             |
| Libre:     | Deportivo Mocache | Deportivo Mocache | Deportivo Mocache    | Deportivo Mocache | Deportivo Mocache |

| Deportivo Mocache | 0 - 5    | El Guayacán | Municipal de Mocache | 26 de abril | 15:30    |
| Corinthians       | 4 - 1    | San Camilo  | LDC de El Empalme    | 26 de abril | 16:00    |
| Libre:            | River FC | River FC    | River FC             | River FC    | River FC |

| San Camilo  | 1 - 9       | Deportivo Mocache | Municipal de Mocache | 29 de abril | 15:30       |
| El Guayacán | 1 - 1       | River FC          | LDC de Ventanas      | 29 de abril | 16:00       |
| Libre:      | Corinthians | Corinthians       | Corinthians          | Corinthians | Corinthians |

| River FC          | 9 - 0       | San Camilo  | LDC de Ventanas      | 3 de mayo   | 16:00       |
| Deportivo Mocache | 0 - 0       | Corinthians | Municipal de Mocache | 3 de mayo   | 16:00       |
| Libre:            | El Guayacán | El Guayacán | El Guayacán          | El Guayacán | El Guayacán |

| Corinthians | -          | El Guayacán       | No se programó | No se programó | No se programó |
| River FC    | -          | Deportivo Mocache | No se programó | No se programó | No se programó |
| Libre:      | San Camilo | San Camilo        | San Camilo     | San Camilo     | San Camilo     |

### Grupo 3

#### Clasificación
|  |    | Equipo            | PJ | PG | PE | PP | GF | GC | DG  | PTS |
|  | -- | ----------------- | -- | -- | -- | -- | -- | -- | --- | --- |
|  | 1. | Deportivo Quevedo | 8  | 6  | 1  | 1  | 12 | 6  | +6  | 19  |
|  | 2. | F. C. Insutec     | 8  | 5  | 2  | 1  | 15 | 6  | +9  | 17  |
|  | 3. | Patria            | 8  | 4  | 1  | 3  | 11 | 10 | +1  | 13  |
|  | 4. | Nápoli            | 8  | 1  | 2  | 5  | 11 | 14 | -3  | 5   |
|  | 5. | Montry            | 8  | 1  | 0  | 7  | 6  | 19 | -13 | 3   |

|  | Clasificado al Hexagonal final. |

#### Evolución de la clasificación
| Equipo / Jornada  | 01 | 02 | 03 | 04 | 05 | 06 | 07 | 08 | 09 | 10 |
| ----------------- | -- | -- | -- | -- | -- | -- | -- | -- | -- | -- |
| Deportivo Quevedo | 1  | 3  | 2  | 2  | 2  | 1  | 1  | 1  | 1  | 1  |
| F. C. Insutec     | 5  | 1  | 1  | 1  | 1  | 2  | 2  | 2  | 2  | 2  |
| Patria            | 4  | 5  | 4  | 3  | 3  | 3  | 3  | 3  | 3  | 3  |
| Nápoli            | 2  | 4  | 5  | 5  | 5  | 5  | 5  | 5  | 4  | 4  |
| Montry            | 3  | 2  | 3  | 4  | 4  | 4  | 4  | 4  | 5  | 5  |

#### Resultados
| Deportivo Quevedo | 1 - 1  | FC Insutec | 7 de Octubre    | 20 de abril | 12:00  |
| Patria            | 1 - 0  | Nápoli     | LDC de Buena Fe | 20 de abril | 13:00  |
| Libre:            | Montry | Montry     | Montry          | Montry      | Montry |

| Montry     | 3 - 2             | Nápoli            | LDC de Buena Fe   | 5 de abril        | 15:00             |
| FC Insutec | 2 - 0             | Patria            | 7 de Octubre      | 5 de abril        | 15:00             |
| Libre:     | Deportivo Quevedo | Deportivo Quevedo | Deportivo Quevedo | Deportivo Quevedo | Deportivo Quevedo |

| Nápoli | 0 - 1      | Deportivo Quevedo | Municipal de Valencia | 9 de abril | 15:00      |
| Patria | 2 - 1      | Montry            | LDC de Buena Fe       | 9 de abril | 16:00      |
| Libre: | FC Insutec | FC Insutec        | FC Insutec            | FC Insutec | FC Insutec |

| Deportivo Quevedo | 1 - 0  | Patria     | 7 de Octubre    | 12 de abril | 16:00  |
| Montry            | 0 - 3  | FC Insutec | LDC de Buena Fe | 12 de abril | 16:00  |
| Libre:            | Nápoli | Nápoli     | Nápoli          | Nápoli      | Nápoli |

| Montry     | 0 - 1  | Deportivo Quevedo | LDC de Buena Fe | 15 de abril | 16:00  |
| FC Insutec | 1 - 0  | Nápoli            | 7 de Octubre    | 15 de abril | 16:00  |
| Libre:     | Patria | Patria            | Patria          | Patria      | Patria |

| Nápoli            | 3 - 3  | FC Insutec | Municipal de Valencia | 23 de abril | 15:00  |
| Deportivo Quevedo | 3 - 1  | Montry     | 7 de Octubre          | 23 de abril | 16:00  |
| Libre:            | Patria | Patria     | Patria                | Patria      | Patria |

| Patria     | 2 - 3  | Deportivo Quevedo | LDC de Buena Fe | 26 de abril | 16:00  |
| FC Insutec | 3 - 0  | Montry            | 7 de Octubre    | 26 de abril | 16:00  |
| Libre:     | Nápoli | Nápoli            | Nápoli          | Nápoli      | Nápoli |

| Deportivo Quevedo | 2 - 1      | Nápoli     | 7 de Octubre    | 30 de abril | 16:00      |
| Montry            | 0 - 2      | Patria     | LDC de Buena Fe | 30 de abril | 16:00      |
| Libre:            | FC Insutec | FC Insutec | FC Insutec      | FC Insutec  | FC Insutec |

| Nápoli | 3 - 1             | Montry            | Municipal de Valencia | 3 de mayo         | 16:00             |
| Patria | 2 - 1             | FC Insutec        | LDC de Buena Fe       | 3 de mayo         | 16:00             |
| Libre: | Deportivo Quevedo | Deportivo Quevedo | Deportivo Quevedo     | Deportivo Quevedo | Deportivo Quevedo |

| FC Insutec | 1 - 0  | Deportivo Quevedo | 7 de Octubre          | 7 de mayo | 15:00  |
| Nápoli     | 2 - 2  | Patria            | Municipal de Valencia | 7 de mayo | 15:00  |
| Libre:     | Montry | Montry            | Montry                | Montry    | Montry |

## Hexagonal final

### Clasificación
|  |    | Equipo            | PJ | PG | PE | PP | GF | GC | DG  | PTS |
|  | -- | ----------------- | -- | -- | -- | -- | -- | -- | --- | --- |
|  | 1. | Deportivo Quevedo | 10 | 5  | 4  | 1  | 19 | 9  | +10 | 19  |
|  | 2. | F. C. Insutec     | 10 | 5  | 4  | 1  | 18 | 9  | +9  | 19  |
|  | 3. | El Guayacán       | 10 | 4  | 4  | 2  | 15 | 8  | +7  | 16  |
|  | 4. | Fiorentina        | 10 | 4  | 3  | 3  | 20 | 8  | +12 | 15  |
|  | 5. | Venecia           | 10 | 4  | 1  | 5  | 13 | 12 | +1  | 13  |
|  | 6. | River F. C.       | 10 | 0  | 0  | 10 | 4  | 43 | -39 | 0   |

|  | Campeón y clasificado a los zonales de Segunda Categoría 2017.     |
|  | Vicecampeón y clasificado a los zonales de Segunda Categoría 2017. |

### Evolución de la clasificación
| Equipo / Jornada  | 01 | 02 | 03 | 04 | 05 | 06 | 07 | 08 | 09 | 10 |
| ----------------- | -- | -- | -- | -- | -- | -- | -- | -- | -- | -- |
| Deportivo Quevedo | 1  | 1  | 1  | 1  | 3  | 2  | 3  | 2  | 2  | 1  |
| F. C. Insutec     | 2  | 2  | 3  | 2  | 2  | 3  | 2  | 1  | 1  | 2  |
| El Guayacán       | 4  | 5  | 4  | 3  | 1  | 1  | 1  | 3  | 3  | 3  |
| Fiorentina        | 3  | 3  | 2  | 4  | 5  | 4  | 4  | 4  | 4  | 4  |
| Venecia           | 6  | 4  | 5  | 5  | 4  | 5  | 5  | 5  | 5  | 5  |
| River F. C.       | 5  | 6  | 6  | 6  | 6  | 6  | 6  | 6  | 6  | 6  |

### Resultados
| FC Insutec | 3 - 0 | Venecia           | 7 de Octubre    | 13 de mayo | 15:00 |
| Fiorentina | 3 - 2 | El Guayacán       | LDC de Baba     | 13 de mayo | 15:00 |
| River FC   | 2 - 5 | Deportivo Quevedo | LDC de Ventanas | 14 de mayo | 15:00 |

| Deportivo Quevedo | 1 - 0 | Fiorentina | 7 de Octubre      | 20 de mayo | 16:00 |
| Venecia           | 1 - 0 | River FC   | Rafael Vera Yépez | 20 de mayo | 16:00 |
| El Guayacán       | 1 - 1 | FC Insutec | LDC de Ventanas   | 21 de mayo | 15:00 |

| El Guayacán | 2 - 0 | Venecia           | LDC de Ventanas | 27 de mayo | 15:00 |
| River FC    | 0 - 3 | Fiorentina        | LDC de Ventanas | 28 de mayo | 16:00 |
| FC Insutec  | 2 - 3 | Deportivo Quevedo | 7 de Octubre    | 28 de mayo | 16:00 |

| Fiorentina        | 0 - 2 | Venecia     | LDC de Baba  | 3 de junio | 15:00 |
| FC Insutec        | 4 - 1 | River FC    | 7 de Octubre | 3 de junio | 15:00 |
| Deportivo Quevedo | 0 - 2 | El Guayacán | 7 de Octubre | 4 de junio | 15:00 |

| Fiorentina | 0 - 1 | FC Insutec        | LDC de Baba       | 10 de junio | 15:00 |
| River FC   | 0 - 5 | El Guayacán       | LDC de Ventanas   | 10 de junio | 16:00 |
| Venecia    | 0 - 0 | Deportivo Quevedo | Rafael Vera Yépez | 11 de junio | 16:00 |

| FC Insutec        | 1 - 1 | Fiorentina | 7 de Octubre    | 17 de junio | 09:00 |
| Deportivo Quevedo | 4 - 1 | Venecia    | 7 de Octubre    | 17 de junio | 16:00 |
| El Guayacán       | 1 - 0 | River FC   | LDC de Ventanas | 17 de junio | 16:00 |

| River FC    | 0 - 2 | FC Insutec        | LDC de Ventanas   | 24 de junio | 16:00 |
| Venecia     | 0 - 1 | Fiorentina        | Rafael Vera Yépez | 25 de junio | 14:30 |
| El Guayacán | 0 - 0 | Deportivo Quevedo | LDC de Ventanas   | 25 de junio | 15:00 |

| Venecia           | 2 - 0  | El Guayacán | Rafael Vera Yépez | 30 de junio | 16:00 |
| Deportivo Quevedo | 1 - 1  | FC Insutec  | 7 de Octubre      | 1 de julio  | 16:00 |
| Fiorentina        | 11 - 0 | River FC    | LDC de Baba       | 2 de julio  | 14:00 |

| Fiorentina | 0 - 0 | Deportivo Quevedo | LDC de Baba     | 9 de julio | 15:00 |
| FC Insutec | 1 - 1 | El Guayacán       | 7 de Octubre    | 9 de julio | 15:00 |
| River FC   | 0 - 6 | Venecia           | LDC de Ventanas | 9 de julio | 15:00 |

| Deportivo Quevedo | 5 - 1 | River FC   | 7 de Octubre      | 15 de julio | 15:00 |
| Venecia           | 1 - 2 | FC Insutec | Rafael Vera Yépez | 15 de julio | 15:00 |
| El Guayacán       | 1 - 1 | Fiorentina | LDC de Ventanas   | 15 de julio | 15:00 |

### Campeón
| |
| Club Social Cultural y Deportivo Quevedo 7.° título Clasifica a los zonales de la Segunda Categoría 2017 - También clasifica Fútbol Club Insutec como Vicecampeón. |

## Goleadores
- Actualizado el 29 de julio de 2017

| Jugador             | Equipo       | Goles |
| ------------------- | ------------ | ----- |
| 1. Juan Arroyo      | El Guayacán  | 12    |
| 2. Álex Manobanda   | River F.C.   | 10    |
| 3. Roberto Angulo   | Fiorentina   | 7     |
| 4. Ricardo Llorente | F.C. Insutec | 7     |